# Gabie Rupes
Gabie Rupes is een steile klif op de planeet Venus. Gabie Rupes werd in 1985 genoemd naar Gabija, Litouwse godin van vuur en haard.
De klif heeft een lengte van 350 kilometer en bevindt zich in het quadrangle Meskhent Tessera (V-3).